# When I Need You
When I Need You è una canzone scritta da Albert Hammond e Carole Bayer Sager. Il brano fu registrato dallo stesso Hammond per l'album omonimo pubblicato nel 1976. Un anno dopo il brano fu inciso dal cantante britannico Leo Sayer, che lo incluse nel suo quarto album Endless Flight. Il singolo, prodotto da Richard Perry, riscosse un enorme successo mondiale, raggiungendo la numero uno delle classifiche di Canada, Regno Unito e Stati Uniti. 
Sayer interpretò la canzone dal vivo nel secondo show della terza stagione de The Muppet Show.
Dopo il successo riscosso, When I Need You divenne una canzone così popolare da essere tradotta in molte lingue e registrata dai più famosi artisti di fama internazionale come Céline Dion o Rod Stewart.

## Confronto di melodie
La melodia della linea "hook", o coro di When I Need You, è identica alla parte della canzone di Leonard Cohen, Famous Blue Raincoat, dove i testi sono i seguenti: "Jane came by with a lock of your hair, she said that you gave it to her that night, that you planned to go clear". La melodia di questi testi corrisponde al verso di When I Need You: "(When I) need you, I just close my eyes and I'm with you, and all that I so want to give you, is only a heart beat away".
In un'intervista del 2006 alla rivista The Globe and Mail, Cohen dichiarò:
La stessa melodia può essere ascoltata nei versi della canzone Little Jeannie di Elton John: "Stepped into my life from a bad dream / Making the life that I had seem / Suddenly shiny and new"

## Successo commerciale
Il singolo ottenne un ottimo successo nel Regno Unito dove raggiunse la a numero uno della Official Singles Chart Top 50 rimanendovi per tre settimane; tre dei suoi precedenti singoli si erano fermati alla posizione numero due. Nel resto d'Europa When I Need You si posizionò ai secondi posti delle classifiche di Belgio e Paesi Bassi mentre in Svezia, raggiunse la top 20 solo nel 1980.
When I Need You scalò anche le classifiche americane, posizionandosi prima sia nella Billboard Hot 100 sia nella Billboard Hot Adult Contemporary Tracks. A fine anno 1977 il singolo si piazzò alla numero 24 della Billboard Year-End Hot 100 Singles of 1977.
La canzone ebbe successo anche in Canada dove scalò la RPM 100 Singles, rimanendo per due settimane consecutive in prima posizione.

## Formati e tracce
CD Singolo (Paesi Bassi; Regno Unito) (Chrysalis: CDHCS 3926)
1. When I Need You (Albert Hammond, Carole Bayer Sager)
2. 'Til You Come Back To Me (Clarence Paul, Morris Broadnax, Stevie Wonder)
3. Don't Wait Until Tomorrow (Alan Tarney, Leo Sayer)
4. I Can't Stop Loving You (Though I Try) (Billy Nichols)

LP Singolo 7" (Australia) (Chrysalis: K-6645)
1. When I Need You – 4:09 (Hammond, Sager)
2. I Think We Fell In Love Too Fast – 3:06 (Johnny Vastano, Sayer, Vini Poncia)

LP Singolo 7" (Belgio; Danimarca) (Chrysalis: 6155 079; Chrysalisː CHS 2127)
1. When I Need You – 3:58 (Hammond, Sager)
2. I Think We Fell In Love Too Fast – 3:07 (Vastano, Sayer, Poncia)

LP Singolo 7" (Brasile; Canada) (Warner Bros. Records: 16.033; Warner Bros. Records: WBS 8332)
1. When I Need You – 4:11 (Hammond, Sager)
2. I Think We Fell In Love Too Fast – 3:07 (Vastano, Sayer, Poncia)

LP Singolo 7" (Giappone) (Chrysalis: CM-54)
1. When I Need You – 4:08 (Hammond, Sager)
2. I Think We Fell In Love Too Fast – 3:04 (Vastano, Sayer, Poncia)

LP Singolo 7" (Italia; Rhodesia) (Chrysalis: CHN 2127; Galloː PD 1360)
1. When I Need You – 3:58 (Hammond, Sager)
2. I Think We Fell In Love Too Fast – 3:07 (Vastano, Sayer, Poncia)

LP Singolo 7" (Ecuador; Messico) (Chrysalisː 45-32004; Warner Bros. Recordsː G-1792)
1. Cuando te necesito (When I Need You) – 3:58 (Hammond, Sager)
2. Creo que nos enamoramos muy aprisa (I Think We Fell In Love Too Fast) – 3:07 (Vastano, Sayer, Poncia)

LP Singolo 7" (Paesi Bassi; Portogallo) (Chrysalis: 6155 079)
1. When I Need You (Hammond, Sager)
2. I Think We Fell In Love Too Fast (Vastano, Sayer, Poncia)

LP Singolo 7" (Regno Unito) (Chrysalis: CHS 2127)
1. When I Need You – 3:58 (Hammond, Sager)
2. I Think We Fell In Love Too Fast – 3:07 (Vastano, Sayer, Poncia)

LP Singolo 7" (Regno Unito) (Chrysalis: CHS 3926)
1. When I Need You (Hammond, Sager)
2. 'Til You Come Back To Me (Paul, Broadnax. Wonder)
3. Don't Wait Until Tomorrow (Tarney, Sayer)

LP Singolo 7" (Scandinavia; Uruguay) (Chrysalis: CHS-2119; Warner Bros. Recordsː 12-74041)
1. When I Need You (Hammond, Sager)
2. I Think We Fell In Love Too Fast (Vastano, Sayer, Poncia)

LP Singolo 7" (Spagna) (Chrysalisː 17.545-A)
1. Si Me Amaras (When I Need You) (Hammond, Sager)
2. I Think We Fell In Love Too Fast (Vastano, Sayer, Poncia)

LP Singolo 7" (Stati Uniti) (Warner Bros. Records: WBS 8332)
1. When I Need You – 4:11 (Hammond, Sager)
2. I Think We Fell In Love Too Fast – 3:07 (Vastano, Sayer, Poncia)

## Classifiche

### Classifiche settimanali
| Classifica (1977)                                     | Posizione massima raggiunta |
| ----------------------------------------------------- | --------------------------- |
| Belgio Fiandre (Ultratop 50)                          | 2                           |
| Canada (RPM 100 Singles)                              | 1                           |
| Canada (RPM Adult Oriented Playlist)                  | 2                           |
| Nuova Zelanda (Recorded Music NZ)                     | 4                           |
| Paesi Bassi (Single Top 100)                          | 2                           |
| Regno Unito (Official Singles Chart Top 50)           | 1                           |
| Stati Uniti (Billboard Hot 100)                       | 1                           |
| Stati Uniti (Billboard Hot Adult Contemporary Tracks) | 1                           |
| Stati Uniti (Billboard Hot R&B/Hip-Hop Songs)         | 94                          |
| Classifica (1980)                                     | Posizione massima raggiunta |
| Svezia (Sverigetopplistan)                            | 15                          |

### Classifiche di fine anno
| Classifica (1977)                        | Posizione |
| ---------------------------------------- | --------- |
| Canada (RMP Top 200 Singles of '77)      | 7         |
| Nuova Zelanda (Recorded Music NZ)        | 16        |
| Stati Uniti (Billboard Year-End Hot 100) | 24        |

## Crediti e personale
Personale
- Basso - Willie Weeks
- Batteria - Jeff Porcaro
- Chitarra elettrica - Dean Parks
- Musica di - Albert Hammond, Carole Bayer Sager
- Produttore - Richard Perry
- Sassofono - Bobby Keys
- Sintetizzatore - James Newton Howard
- Tastiere - Michael Omartian
- Testi di - Albert Hammond, Carole Bayer Sager

## Pubblicazione
| Paese       | Data            | Formato          |
| ----------- | --------------- | ---------------- |
| Australia   | 1976            | Vinile (7")      |
| Belgio      | 1976            | Vinile (7")      |
| Brasile     | 1977            | Vinile (7")      |
| Canada      | 1976            | Vinile (7")      |
| Danimarca   | 1977            | Vinile (7")      |
| Ecuador     | 1977            | Vinile (7")      |
| Giappone    | 1977            | Vinile (7")      |
| Italia      | 1977            | Vinile (7")      |
| Messico     | 1977            | Vinile (7")      |
| Paesi Bassi | 1976            | Vinile (7")      |
| Paesi Bassi | 1993            | CD               |
| Portogallo  | 1977            | Vinile (7")      |
| Regno Unito | 1976            | Vinile (7")      |
| Regno Unito | 1993            | CD • Vinile (7") |
| Rhodesia    | 7 febbraio 1977 | Vinile (7")      |
| Scandinavia | 1976            | Vinile (7")      |
| Spagna      | 1977            | Vinile (7")      |
| Stati Uniti | 1976            | Vinile (7")      |
| Stati Uniti | febbraio 1977   | Vinile (7")      |
| Uruguay     | 1977            | Vinile (7")      |

## When I Need You(versione di Céline Dion)
When I Need You è una cover registrata dalla cantante canadese Céline Dion pubblicata come singolo promozionale dell'album Let's Talk About Love il 7 settembre 1998 in Brasile. Gli autori di When I Need You collaborarono con Céline anche in sue altre canzoni. Albert Hammond per la Dion scrisse Just Walk Away, brano incluso nell'album The Colour of My Love (1993) mentre Carole Bayer Sager scrisse The Prayer, canzone cantata in duetto con Andrea Bocelli e inclusa nell'album natalizio These Are Special Times (1998).

### Antefatti, contenuti e pubblicazioni
Dopo la fine della tournée Falling into You: Around the World nel giugno del 1997, Céline Dion iniziò a registrare Let's Talk About Love. La cantante e il suo manager-marito René Angélil vollero includere nell'album alcune cover ri-arrangiate. Il produttore David Foster ebbe l'idea di farle incidere When I Need You di Leo Sayer. La canzone, registrata ai Paramount Studios e ai Chartmaker Studios, fu prodotta dallo stesso Foster e inclusa nell'album.
Dopo una serie di successi come My Heart Will Go On e Immortality, la Sony decise di distribuire When I Need You come singolo promozionale in Brasile, dove i due precedenti singoli riscossero molto successo. Tuttavia la canzone non riuscì ad ottenere il successo desiderato.
Céline interpretò la canzone durante lo speciale televisivo canadese condotto da Julie Snyder e intitolato Let's Talk About Love avec... Julie, andato in onda alla fine del 1997.

### Recensioni da parte della critica
L'editore di Entertainment Weekly, David Browne, nella sua recensione dell'album Let's Talk About Love definì la cover di When I Need You "un remake obbligatorio (una versione precisa di When I Need You di Leo Sayer)". Su The New York Observer Jonathan Bernstein scrisse:"Un frammento di riscatto si trova nella versione accettabile di When I Need You di Leo Sayer."

### Formati e tracce
CD Singolo Promo (Brasile) (Epic: 899.568/2-490295)
1. When I Need You (Album Version) – 4:12 (Albert Hammond, Carole Bayer Sager)

### Crediti e personale
Registrazione
- Registrato ai Chartmaker Studios di Malibù (CA); Paramount Recording Studios di Hollywood (CA)

Personale
- Musica di - Albert Hammond, Carole Bayer Sager
- Produttore - David Foster
- Testi di - Albert Hammond, Carole Bayer Sager

## When I Need You(versione di Cliff Richard)
Il 29 ottobre 2007 il cantante inglese Cliff Richard pubblicò come primo singolo promozionale dell'album Love... The Album, una cover di When I Need You di Leo Sayer.

### Contenuti e successo commerciale
When I Need You è una delle nuove cinque registrazioni presenti in Love ... The Album, un disco ibrido comprendente singoli di successo e brani inediti.
Il singolo raggiunse la posizione numero 38 della classifica dei singoli più venduti nel Regno Unito.

### Formati e tracce
CD Maxi-Singolo (Europa) (EMI: 5114522)
1. When I Need You – 4:14 (Albert Hammond, Carole Bayer Sager)
2. My Pretty One – 3:56 (Alan Tarney)
3. Never Let Go – 4:09 (John Wilson, Alan Gorrie)

### Classifiche
| Classifica (2007)                            | Posizione massima raggiunta |
| -------------------------------------------- | --------------------------- |
| Regno Unito (Official Singles Chart Top 100) | 38                          |

### Crediti e personale
Registrazione
- Registrato ai Sound Kitchen Studios di Franklin (TN); Sound House di Franklin (TN); Blue Wave Studios di Saint Philip (BB)
- Mixato ai Sound Kitchen Studios di Franklin (TN)

Personale
- Ingegnere del suono - Terry Christian
- Mixato da - Terry Christian
- Musica di - Albert Hammond, Carole Bayer Sager
- Produttore - Michael Omartian
- Testi di - Albert Hammond, Carole Bayer Sager

## Cover di altri interpreti

### Anni '70
- Nel 1977 anche Mia Martini registrò e pubblicò una propria versione di When I Need You, adattata in italiano da Cristiano Minellono e intitolata Se ti voglio, per il suo album Per amarti. Mentre in Italia Mimì pubblicava la versione italiana della canzone di Leo Sayer, in Francia Sylvie Vartan pubblicava il suo album omonimo contenente un adattamento in francese del brano, intitolato Je pardonne.[45] When I Need You fu registrata anche in lingua svedese dalla cantante svedese Siw Inger e inserita nel suo album Morgon (1977).[46] Nello stesso anno il gruppo malese Black Dog Bone pubblicò una versione in lingua malese, intitolata Bila rindu e inserita nell'album Sindir Sindir Sayang.[47] Un anno dopo la band indonesiana D'lloyd fece una cover della versione realizzata dai Black Dog Bone e la pubblicò sull'album Vol. 16: Bila Rindu.[48]
- Il brano fu inciso anche da Perry Como per il suo album del '78 Where You're Concerned.[49]

### Anni '80
- Nel 1985 fu pubblicata una cover di When I Need You dalla cantante americana Lani Hall, la quale incise una versione spagnola della canzone intitolata Si Me Amaras, per il suo album Es Fácil Amar, prodotto dallo stesso autore del brano, Albert Hammond e vincitore di un Grammy Award per il Miglior Interpretazione Pop Latina nel 1985.[50][51]

### Anni '90
- Nel 1990 il cantante spagnolo Julio Iglesias pubblicò un album di cover intitolato Starry Night e comprendente anche una cover di When I Need You.[52] La canzone fu pubblicata come singolo promozionale in tutto il mondo.[53]

- Rod Stewart registrò una cover di When I Need You per il suo album del 1996 If We Fall in Love Tonight.[54] La versione di Rod fu prodotta dal duo Jimmy Jam & Terry Lewis e distribuito come secondo singolo promozionale in Germania e Stati Uniti.[55]
- La canzone fu pubblicata nel 1998 dal cantante americano Luther Vandross come parte del suo album I Know. L'assolo di sassofono presente nella traccia è stato eseguito dal collaboratore di lunga data e musicista smooth jazz, Kirk Whalum.